# 阿富汗手语
阿富汗手语是阿富汗东部贾拉拉巴德的聋人手语，也可能在喀布尔等大城市有一些使用。 它在该国唯一的聋人学校受到鼓励，但不知道它与其他有固定聋人人口的城市的手语有什么联系。 美国手语也在阿富汗聋人学校使用了几年，因此可能对阿富汗手语产生了一些影响。